# Edytor XML
Edytor XML – program komputerowy służący do tworzenia dokumentów XML i jego aplikacji.
Edytor XML powinien obsługiwać:
- Well-Formed XML
- wszystkie aplikacje XML np. 
  - RDF
  - XHTML
  - SVG
  - SMIL
  - i inne
- część SGML-a w postaci DTD

Edytor XML powinien wspierać języki przeznaczone dla XML-a takie jak:
- XML Schema
- XLink
- XML Base
- XSL
  - XSLT
  - XSL-FO
- XML Inclusions
- Namespaces in XML
- XQuery
- XML Encryption(inne języki)
- XML Signature(inne języki)

Edytor XML powinien również posiadać cechy takie jak:
- Kolorowanie kodu
- Wprowadzanie znaków specjalnych i encji
- Kontrola poprawności składniowej (w postaci walidatora działającego na podstawie DTD, XML Schema i Namespaces in XML)